# 玛丽·赖歇特
施特拉·玛丽·赖歇特（德語：Stella Marie Reichert，2001年4月16日—），為德国女子篮球运动员。她曾代表德国参加2024年夏季奥林匹克运动会篮球比赛，並获得一枚金牌。她也曾經参加2023年欧洲运动会。